# Dubbeldam
Dubbeldam was een dorp op het Eiland van Dordrecht, in de Nederlandse provincie Zuid-Holland. De vroegere gemeente werd per 1 juli 1970 samengevoegd met de gemeente Dordrecht en maakt sindsdien als wijk deel uit van deze stad.

## Het dorp

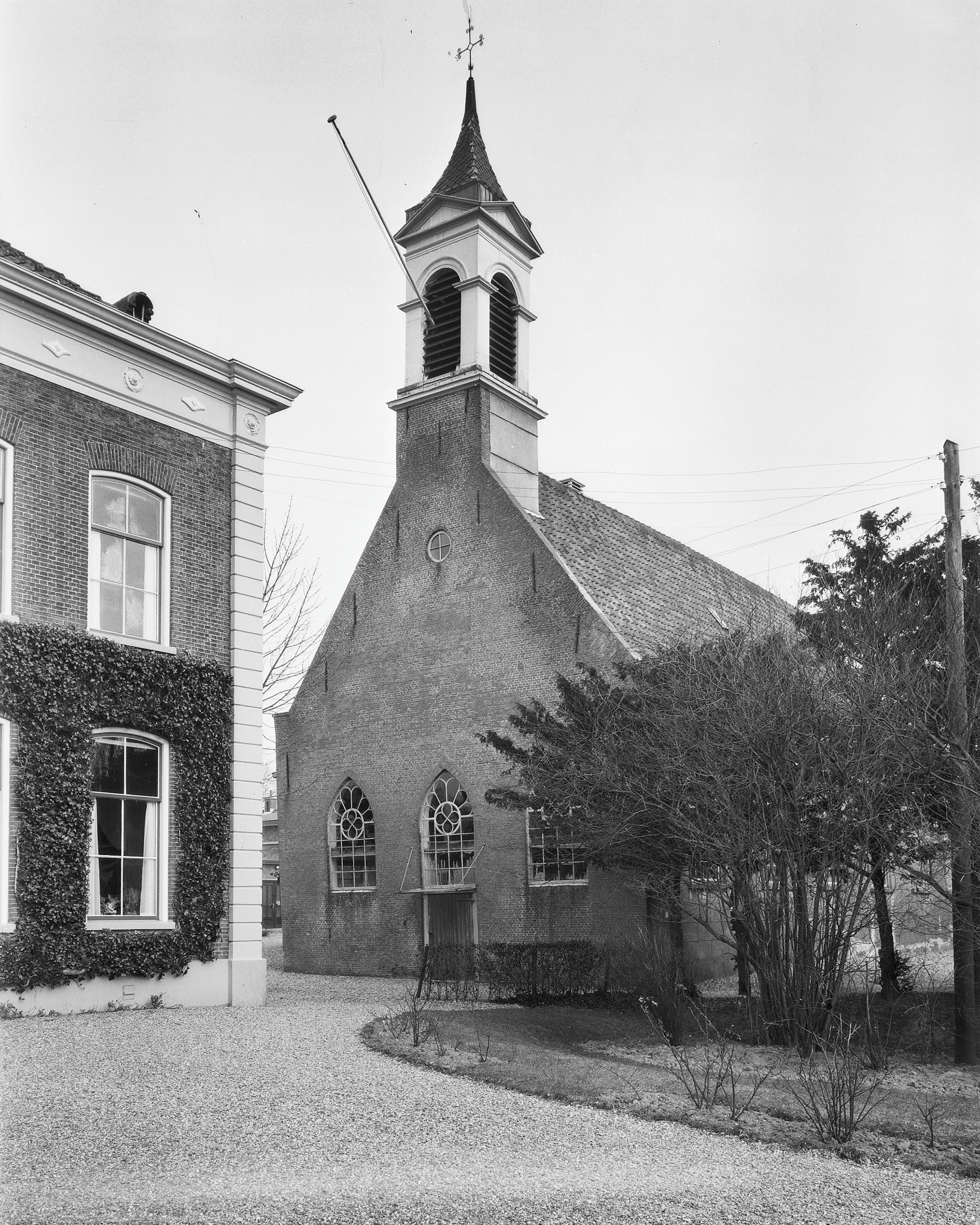
De kerk van Dubbeldam (gesloopt in 1965)

Dubbeldam bestaat uit een oude dorpskern, een paar voormalige landwegen en veel nieuwbouw. Van de oude dorpskern is door afbraak en nieuwbouw in de jaren zestig weinig meer te zien. De wijk ligt bijna direct aan het natuurgebied de Hollandse Biesbosch. Voor Dordtse begrippen wonen er veel welgestelden.
De naam Dubbeldam is eenvoudig te verklaren als "dam in de Dubbel", een riviertje dat door de Groote of Hollandsche Waard liep. In 1282 wordt de locatie voor het eerst vermeld. Ergens in de veertiende eeuw krijgt het dorpje met de omliggende boerderijen de status van ambacht. Als in de nacht van 18 op 19 november 1421 de Sint-Elisabethsvloed een einde maakt aan de Groote of Hollandsche Waard, verdrinkt Dubbeldam met 17 andere dorpen.
De rechten op de ambachten bleven echter (zij het als dode letter) in stand en toen er in de zestiende eeuw in het gebied ten zuiden en oosten van Dordrecht weer gepolderd werd, kreeg Arend Cornelisz., burgemeester van Dordrecht en heer van (het eveneens verdronken) De Mijl, interesse in de rechten over Dubbeldam, die hij in 1554 van het gewest Holland als erfpacht verkreeg. Vanaf ca. 1560 begonnen hij en zijn opvolgers het gebied systematisch in te polderen. Het was van groot belang voor Dubbeldam om de grenzen vast te stellen, daar werd een commissie voor ingesteld. Landmeters trokken rond 1560 een 'ree' (grenslijn) tussen Dordrecht en Dubbeldam ter hoogte van ongeveer Reeweg-Oost. De vier polders waar het ambacht Dubbeldam uiteindelijk uit zou bestaan waren: Oud-Dubbeldam, de Noordpolder, de Zuidpolder en de Aloïsenpolder. De polder Wieldrecht werd in 1659 een zelfstandig ambacht. Het dorp Dubbeldam werd in 1630 groot genoeg geacht voor een eigen kerk.

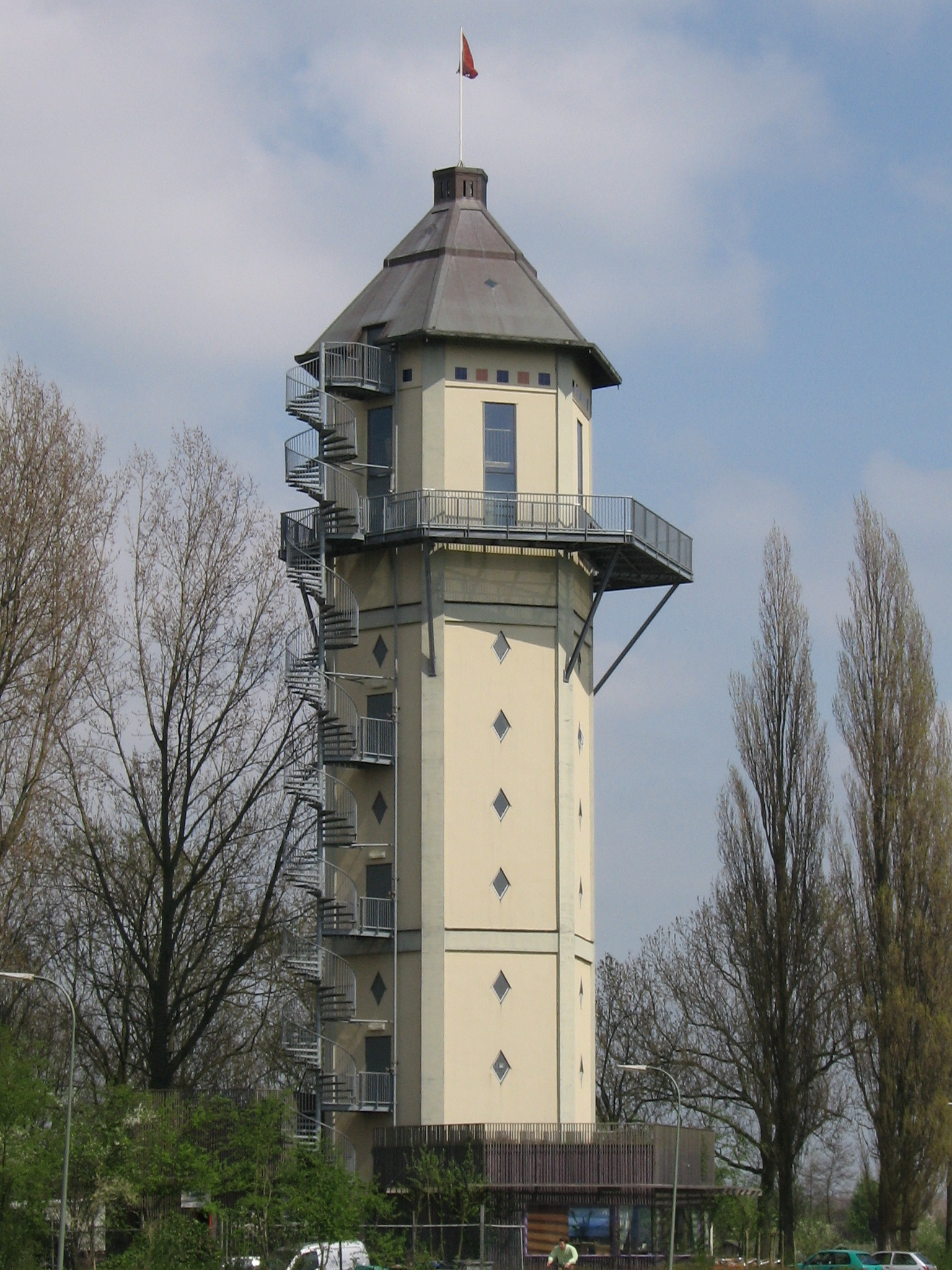
Oude Watertoren, Dubbeldam

Dubbeldam was lange tijd niet meer dan een paar huisjes rond een kerk. In 1632 stonden er slechts 56 huizen, honderd jaar later waren dat er 107 en in 1840 was dit aantal gegroeid tot 243. Na 1750 werd het grondgebied van Dubbeldam flink uitgebreid met nieuwe polders en groeide ook het dorp uit tot een plaats van redelijke omvang. In 1816 werd de gemeente Dubbeldam geformeerd, die in 1857 de gemeentes Wieldrecht en De Mijl zou annexeren. De macht van de ambachtsheer was met de vorming van de gemeente geminimaliseerd, al bleef hij tot 1929 rechten over Dubbeldam houden.

### Grondruil voor spoorlijn en station: station Dordrecht op voormalig Dubbeldams grond
Toen in de jaren 1870 plannen ontstonden voor de aanleg van de spoorlijn van Dordrecht naar Sliedrecht (later onderdeel van de MerwedeLingelijn), moest een tracé gekozen worden dat over het grondgebied van de toen nog zelfstandige gemeente Dubbeldamliep. Op dat moment – rond 1871 – besloeg Dubbeldam ruwweg driekwart van het Eiland van Dordrecht, terwijl de stad Dordrecht zelf relatief weinig grond buiten het centrum bezat.
Om de bouw van het station Dordrecht en de spoorlijn mogelijk te maken, werd een grondruil overeengekomen tussen Dordrecht en Dubbeldam, vermoedelijk rond 1879–1880, voorafgaand aan de opening van het station in 1885. In ruil voor het tracégebied en het stationsperceel verkreeg Dubbeldam het landelijke gebied rond "t Vissertje", ten oosten van de stad. Deze uitwisseling is te reconstrueren via kadastrale bronnen en topografische kaarten van vóór en na 1880.
Uit kaarten van het Kadaster en het Regionaal Archief Dordrecht blijkt dat het gebied waar het huidige station ligt, tot dat moment onder Dubbeldamse jurisdictie viel. Na de ruil werd het formeel onderdeel van Dordrecht. Toch leeft onder oud-Dubbeldammers nog altijd het sentiment dat het station eigenlijk op hun grond staat – niet onterecht, gezien de historische situatie.
Daarnaast kreeg Dubbeldam, mede dankzij de uitbreiding rond 't Vissertje, een eigen halte aan de spoorlijn Elst–Dordrecht: "stopplaats ’t Visschertje", geopend eind 19e eeuw en gesloten in 1926.

## Heren en vrouwen van Dubbeldam
- Jan van der Hall(e) (ca. 1370) Heer van Dubbeldam
- Heynrik van der Myl, Claasz ( ? † 1461) Ambachtsheere van de Myle en Dubbeldam
- Heylwig Adriaansdochter ( ? † ? ) ambachtsvrouwe van Dubbeldam na het overlijden van haar echtgenoot Heynrik van der Myl in 1461
- Klaas van der Myl, Heeren Heynriksz, alias Klaas Paap Heyn ( ? † ? ) ambachtsheer van Dubbeldam na het overlijden van zijn moeder Heylwig Adriaansdochter
- Heynrik van der Myl, Klaasz ( ? † 1540) heer van de Mijl en Dubbeldam, daar mede Verlijd by Afstand van zijn vader, voor zijn Houwelijks Goed, by den Grave van Holland, den 20 mey 1487
- Willem van Alblas (ca. 1460 † 1502) ambachtsheer geworden in 1496 by Koope tegens d'Heer Heynrik van der Myl
- Jan van Alblas (ca. 1493 † 1541) ambachtsheer sedert 1502 door erfopvolging van zijn vader Willem van Alblas
- Kornelia van Alblas (ca. 1495 † 1554) ambachtsvrouwe na het overlijden in 1541 van haar broer Jan van Alblas
- Arend Heeren Kornelisz (1507 † 1586) burgemeester van Dordrecht en heer van Dubbeldam van 1554 tot ? na het overlijden van zijn echtgenote Kornelia van Alblas
- ridder Cornelis van der Mijle (1578 † 1642) heer van Dubbeldam van ? tot 1642
- ridder Adriaen van der Mijle ( ? † 1664) heer van 1642 tot 1664 (door erfopvolging van zijn vader Cornelis van der Mijle)
- Mr. Govert van Slingelandt (1623 † 1690) heer van ? tot 1690 (voor een gedeelte eigenaar)
- Mr. Barthoud van Slingelandt (1654 † 1711) heer van 1690 tot 1707 (voor een gedeelte eigenaar door erfopvolging van zijn vader Govert van Slingelandt)
- Elisabeth Maes ( ? † 1697) vrouwe van Dubbeldam van ? tot 1697 (voor een gedeelte)
- Gualtherus de Raet (1656 † 1718) heer van 1697 tot 1718 (voor een gedeelte eigenaar, erfde 13/15 deel van zijn moeder Elisabeth Maes)
- Mr. Gualtherus de Raet (1683 † 1740) heer van 1718 tot 1740 (voor een gedeelte, erfde 14/15 deel van zijn oom Gualtherus de Raet)
- Geertruid van Leeuwen vrouwe van ? tot 1743 (zij droeg 1/15 deel over aan Margareta Rosiana Fagel)
- Maria Rosiana Fagel (1699 † 1762) vrouwe van 1740 tot 1761 (voor een gedeelte eigenaar door erf van haar echtgenoot Gualtherus de Raet, verkreeg in 1743 het laatste 1/15 deel van Margaretha Rosiana Fagel)
- Elisabeth Dorothea de Raet (1721 † 1780) vrouwe van 1761 tot 1780 (door erfopvolging van haar tante Maria Rosiana Fagel)
- Nicolaas van den Boetzelaer (1718 † 1796) heer van 1780 tot 1796 ( door erfopvolging van zijn echtgenote Elisabeth Dorothea de Raet)

De heerlijkheden in de Nederlanden, met name de heerlijke rechten werden opgeheven na de Franse inval in 1795.

## De wijk
Dubbeldam heeft zijn status als dorp onder protest moeten opgeven. Er is een winkelcentrum waar de dagelijkse boodschappen gedaan kunnen worden, bovendien wordt er wekelijks op dinsdagochtend markt gehouden. Er zijn basisscholen voor zowel openbaar als voor bijzonder onderwijs. De Openbare Bibliotheek Dubbeldam is onderdeel geworden van die van de bibliotheek AanZet, daardoor kan deze ook putten uit een veel grotere collectie. Verder zijn er vier kerken gevestigd: de Maranathakerk (Gereformeerde Kerk van Dordrecht), Kerk van Dubbeldam - de Wijnstok (Hervormde Gemeente Dubbeldam), Emmanuel (R.K. Dordrecht) en Evangelische Gemeente Jozua.
Oudere Dubbeldammers hoeven niet te verhuizen en kunnen zo nodig hun intrek nemen in Seniorencomplex De Gravenhorst of Verpleeghuis Het Parkhuis. Voor nieuwe Dubbeldammers zijn buurten gecreëerd, zoals het Burgemeester Beelaertspark, Klein Dubbeldam en De Hoven. Hier zijn grote woningen gebouwd op ruime kavels.
Dubbeldam heeft de beschikking over een zwembad: De Dubbel. Voor sporters zijn er Voetbalvereniging Dubbeldam,  TCD (Tennis Club Dubbeldam), korfbalvereniging Sporting Delta en hockeyclub "DMHC". De paardensportliefhebber kan naar Landelijke Rijvereniging Dubbeldam.
Jaarlijks vinden in het voormalige dorp twee evenementen plaats die veel belangstellenden trekken: Koningsdag en Rommeldam. Rommeldam wordt sinds 1975 jaarlijks georganiseerd door de hervormde kerk De Wijnstok.
Op 15 maart 2014 werd op het Damplein namens de gemeente Dordrecht een kombord onthuld met daarop de tekst Dubbeldam en daaronder in het klein gem. Dordrecht. Hiermee gaf de gemeente symbolisch erkenning aan gevoelens van een eigen historische identiteit van de inwoners van Dubbeldam.
Het aantal inwoners is sinds 2010 vrij constant, rond de 12.500 (12.825 in 2019).

## Geboren in Dubbeldam
- Arie van Gemert (1929-2024), voetbalscheidsrechter